# 米科拉伊夫卡 (切爾尼戈夫區)
51°27′30″N 31°46′27″E / 51.45833°N 31.77417°E
米科拉伊夫卡（烏克蘭語：Миколаївка），是烏克蘭的村庄，位於該國北部切爾尼戈夫州，切爾尼戈夫區的[[贝雷兹纳市镇|別列茲納市鎮負責管轄。始建於1690年，面積1.97平方公里，海拔高度115米，2001年人口899，人口密度每平方公里456.4人。